# 趙偲
赵偲（1085年—1129年 ），宋朝皇子、封越王。宋神宗赵顼的十四子（遗腹子），生母林贤妃。
元豐八年（1085年）八月生。元祐元年（1086年）八月賜名，授檢校太尉、武成軍節度使，封祈國公。八年（1093年）五月，加開府儀同三司。紹聖五年（1098年）三月，改武安軍，進封永寧郡王。元符二年（1099年）二月出閤。五月，改鎮安、集慶等軍，進封睦王。三年（1100年），宋徽宗即位，改清海、鎮海等軍，遷守司徒，進封定王。九月，改武寧、武勝等軍。
崇寧元年（1102年）三月，改成德、定武等軍，遷守太保、真定尹。二年（1103年）五月，改淮南、永興等軍，揚州、雍州牧。大觀元年（1107年）正月，改荊南、泰寧等軍，荊州、兗州牧，進封鄧王。三年（1109年）正月，改鳳翔、山南西道，遷守太尉，鳳翔、興元牧，進封越王。政和三年（1113年）正月，遷太傅。靖康元年（1126年）三月，改永興、成德等軍，遷太師，雍州、真定牧。二年（1127年），太上皇赵佶被金朝虏到青城，父老道遇赵俁、趙偲二王，哭着说：“愿与王俱死。”徐秉哲捕拿为首的父老，将其杀，派兵卫送二王到金营，金兵北掳至庆源境上，赵俣饿死，越王赵偲至韩州，建炎三年（1129年，金天会七年）八月，趙偲去世。
南宋绍兴初年，有个叫崔绍祖的人到寿春府，自称越王次子，受太上皇蜡诏为天下兵马大元帅，兴师恢复江山。镇抚使赵霖上报皇帝。宋高宗将他召赴行在，事情败露，送台狱伏罪，在越州被棄市。
清代董鄂氏出身的尚书铁保自称赵偲后裔。

## 家族

### 妻妾
1. 王妃：陆氏，靖康之变被俘，后在韩州去世。
2. 妾：陈大眉，靖康之变被俘，后在燕山去世。
3. 妾：陈细眉，靖康之变被俘，入洗衣院。

### 子
1. 子：河内侯赵有仪（ -1111）政和元年八月赐名，授右骁卫将军。是月卒，赠怀州防御使，追封侯。
2. 子：遂安军节度使赵有忠，政和二年十一月赐名，授右骁卫将军，迁濮州防御使。靖康元年四月，自威武军承宣使迁遂安军节度使。靖康之变被俘
3. 子：右骁卫将军赵有德，政和五年四月赐名授官。靖康之变被俘

### 女
1. 女：赵添香（1110年—？），即越二宗姬，靖康之变被俘
2. 女：赵檀香（1113年—？），即越三宗姬，靖康之变被俘，为金熙宗妃。
3. 女：越六宗姬（1121年—？），靖康之变被俘。